# Rüti bei Büren
Rüti bei Büren is een gemeente en plaats in het Zwitserse kanton Bern, en maakt deel uit van het district Seeland.
Rüti bei Büren telt 818 inwoners.